# Christian Djoos
Christian Djoos (ur. 6 sierpnia 1994 w Göteborgu, Szwecja) – hokeista szwedzki, gracz ligi NHL, reprezentant Szwecji.

## Kariera klubowa
- Brynäs IF (2008 - 16.05.2014)
- Washington Capitals (16.05.2014 - )
  -  Hershey Bears (2014 - 2017, 2018 -)

## Kariera reprezentacyjna
- Reprezentant Szwecji na MŚJ U-18 w 2012
- Reprezentant Szwecji na MŚJ U-20 w 2013
- Reprezentant Szwecji na MŚJ U-20 w 2014

## Sukcesy
Reprezentacyjne
- Srebrny medal z reprezentacją Szwecji na MŚJ U-18 w 2012
- Srebrny medal z reprezentacją Szwecji na MŚJ U-20 w 2013
- Srebrny medal z reprezentacją Szwecji na MŚJ U-20 w 2014

Klubowe
- Prince of Wales Trophy z zespołem Washington Capitals w sezonie 2017-2018
- Puchar Stanleya z zespołem Washington Capitals w sezonie 2017-2018